# Miss Provenza
Miss Provenza es un concurso de belleza francés que selecciona a una representante de los departamentos de Alpes de Alta Provenza, Bocas del Ródano, Altos Alpes, Vaucluse y partes de Var en la región de Provenza-Alpes-Costa Azul (PACA) para el concurso nacional Miss Francia. El otro concurso regional dentro de PACA es Miss Costa Azul, que selecciona una representante del departamento de Alpes Marítimos y del resto de Var. La primera Miss Provenza fue coronada en 1986, aunque mujeres de la región han competido en Miss Francia con otros títulos desde 1976.
La actual Miss Provenza es Julie Zitouni, quien fue coronada Miss Provenza 2025 el 25 de julio de 2025. Una mujer de Provenza ha sido coronada Miss Francia:
- Sylvie Paréra, quien fue coronada Miss Francia 1979, compitiendo como Miss Marsella

## Resumen de resultados
- Ganadora de Miss Francia: Sylvie Paréra (1978; Miss Marsella)
- Primeras finalistas: Tatiana Bouguer (1999); Lou Ruat (2019); April Benayoum (2020)
- Segundas finalistas: Laëtizia Penmellen (2013); Adélina Blanc (2023)
- Terceras finalistas: Jennifer Willey (1998); Émilie Corbi (2009); Solène Froment (2011); Julia Courtès (2015)
- Quintas finalistas: Brigitte Hermelin (1976; Miss Marseille); Analisa Kebaili (2010); Wynona Gueraini (2018)
- Top 12/Top 15: Pascale Delzenne (1996); Lætitia Duffaux (2001); Lydia Podossenoff (2005); Marine Mahiques (2012); Anne-Laure Fourmont (2014); Kleofina Pnishi (2017)

## Ganadoras
| Año  | Nombre              | Edad | Altura          | Ciudad natal          | Posición en Miss Francia | Notas |
| ---- | ------------------- | ---- | --------------- | --------------------- | ------------------------ | --- |
| 2025 | Julie Zitouni       | 26   | 1,72 m (5′ 8″)  | Marsella              |                          | |
| 2024 | Mégane Bertaud      | 24   | 1,73 m (5′ 8″)  | Saint-Raphaël         |                          | |
| 2023 | Adélina Blanc       | 25   | 1,74 m (5′ 9″)  | Eyragues              | Segunda finalista        | |
| 2022 | Chana Goyons        | 18   | 1,80 m (5′ 11″) | Gassin                |                          | |
| 2021 | Eva Navarro         | 19   | 1,70 m (5′ 7″)  | Istres                |                          | |
| 2020 | April Benayoum      | 21   | 1,76 m (5′ 9″)  | Éguilles              | Primera finalista        | Top 13 en Miss Mundo 2021 |
| 2019 | Lou Ruat            | 19   | 1,70 m (5′ 7″)  | Aix-en-Provence       | Primera finalista        | |
| 2018 | Aurélie Pons        | 22   | 1,74 m (5′ 9″)  | Valréas               | No compitió              | Pons dimitió un mes después de ganar el título por motivos personales, y fue sustituida por Gueraini, su segunda finalista, después de que su primera finalista se negara a hacerse con el título. |
| 2018 | Wynona Gueraini     | 19   | 1,73 m (5′ 8″)  | Marignane             | Top 12 (5.ª finalista)   | Pons dimitió un mes después de ganar el título por motivos personales, y fue sustituida por Gueraini, su segunda finalista, después de que su primera finalista se negara a hacerse con el título. |
| 2017 | Kleofina Pnishi     | 23   | 1,70 m (5′ 7″)  | Peyrolles-en-Provence | Top 12                   | |
| 2016 | Noémie Mazella      | 19   | 1,76 m (5′ 9″)  | Marseille             |                          | |
| 2015 | Julia Courtès       | 18   | 1,72 m (5′ 8″)  | Martigues             | Tercera finalista        | |
| 2014 | Anne-Laure Fourmont | 21   | 1,74 m (5′ 9″)  | Toulon                | Top 12                   | |
| 2013 | Laëtizia Penmellen  | 19   | 1,71 m (5′ 7″)  | Villecroze            | Segunda finalista        | Compitió en Miss Tierra 2014 |
| 2012 | Marine Mahiques     | 19   | 1,76 m (5′ 9″)  | Seillans              | Top 12                   | |
| 2011 | Solène Froment      | 19   | 1,81 m (5′ 11″) | Aix-en-Provence       | Tercera finalista        | |
| 2010 | Analisa Kebaili     | 18   | 1,71 m (5′ 7″)  | Marseille             | Top 12 (5.ª finalista)   | |
| 2009 | Émilie Corbi        | 21   | 1,76 m (5′ 9″)  | Bouc-Bel-Air          | Tercera finalista        | |
| 2008 | Laurie Imbert       | 19   | 1,72 m (5′ 8″)  | Martigues             |                          | |
| 2007 | Angélique Donat     | 23   | 1,78 m (5′ 10″) | La Garde              |                          | |
| 2006 | Stéphanie Gros      | 24   | 1,74 m (5′ 9″)  | Roquebrune-sur-Argens |                          | |
| 2005 | Lydia Podossenoff   | 23   | 1,80 m (5′ 11″) | Barrême               | Top 12                   | |
| 2004 | Angélique Faure     | 22   | 1,76 m (5′ 9″)  | Gap                   |                          | |
| 2003 | Émilie Ladsous      |      |                 |                       |                          | |
| 2002 | Béatrice Poorterman |      |                 |                       |                          | |
| 2001 | Lætitia Duffaux     |      |                 | Cavaillon             | Top 12                   | |
| 2000 | Johanne Grall       |      |                 | La Londe-les-Maures   |                          | |
| 1999 | Tatiana Bouguer     | 22   | 1,71 m (5′ 7″)  | Bormes-les-Mimosas    | 1st Runner-Up            | Competed at Miss International 2000 |
| 1998 | Jennifer Willey     | 20   | 1,77 m (5′ 10″) |                       | 3rd Runner-Up            | |
| 1997 | Alexia Russo        | 22   | 1,82 m (6′ 0″)  |                       |                          | |
| 1996 | Pascale Delzenne    |      |                 |                       | Top 12                   | |
| 1995 | Sarah Desage        |      |                 |                       |                          | |
| 1994 | Sophie Archambault  |      |                 |                       |                          | |
| 1993 | Maryline Dubuc      | 22   |                 |                       |                          | |
| 1992 | Sonia Dziabas       | 18   |                 |                       |                          | |
| 1991 | Barbara Ghigi       |      |                 |                       |                          | |
| 1990 | Véronique Laval     |      |                 |                       |                          | |
| 1989 | Hélène Michaud      |      |                 |                       |                          | |
| 1988 | Nathalie Wernert    |      |                 |                       |                          | |
| 1986 | Nathalie Puerari    |      |                 | Salernes              |                          | |

### Miss Marsella
Desde 1976 hasta 1978, Marsella, la ciudad más grande de Provenza, coronó a su propia representante como Miss Marsella. La ciudad fue absorbida por Miss Provenza tras el establecimiento de Miss Provenza en 1986.
| Año  | Nombre                     | Edad | Altura | Ciudad natal | Posición en Miss Francia | Notas |
| ---- | -------------------------- | ---- | ------ | ------------ | ------------------------ | ----- |
| 1978 | Sylvie Paréra              | 18   |        | Marsella     | Miss Francia 1979        |       |
| 1977 | Marie-Dominique Calanducci |      |        | Marsella     |                          |       |
| 1976 | Brigitte Hermelin          |      |        | Marsella     | Quinta finalista         |       |

### Miss Côte Bleue
En 1990 y 1991, el departamento de Bocas del Ródano coronó a su propia representante como Miss Côte Bleue, aunque el departamento fue reabsorbido como Miss Provenza en 1992.
| Año  | Nombre                 | Edad | Altura | Ciudad natal | Posición en Miss Francia | Notas |
| ---- | ---------------------- | ---- | ------ | ------------ | ------------------------ | ----- |
| 1991 | Annabel Trapani        |      |        |              |                          |       |
| 1990 | Alexandra Devilleneuve |      |        |              |                          |       |

### Miss Comtat Venaissin
En 1986, el departamento de Vaucluse coronó a su propia representante como Miss Comtat Venaissin, aunque el departamento fue absorbido por Miss Provenza al año siguiente.
| Año  | Nombre       | Edad | Altura | Ciudad natal | Posición en Miss Francia | Notas |
| ---- | ------------ | ---- | ------ | ------------ | ------------------------ | ----- |
| 1986 | Juliette Ben |      |        |              |                          |       |